# 미하일 얀겔

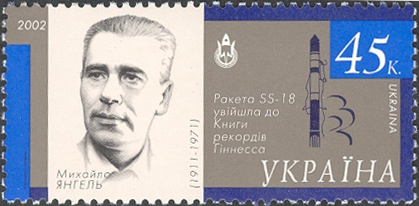

미하일 쿠지미치 얀겔(러시아어: Михаи́л Кузьми́ч Я́нгель, 1911년 11월 7일 ~ 1971년 10월 25일)은 소비에트 연방의 미사일 연구를 이끌었던 과학자이다.
얀겔은 항공 사업에서 시작했다. 모스크바 항공학교를 졸업한 뒤, 1937년에 자신의 연구소를 설립했다. 얀겔은 니콜라이 폴리카르포프라는 한 유명한 항공 디자이너와 아르툠 미코얀을 만났다.

## 같이 보기
- 세르게이 코롤료프
- 블라디미르 첼로메이